# Rue Gambetta (Massy)
Pour les articles homonymes, voir Rue Gambetta.
La rue Gambetta est une rue de Massy dans le quartier du Vieux Massy ou Massy Centre.

## Situation et accès
La rue Gambetta relie le croisement de la rue Gabriel Péri avec la rue de Longjumeau qui forme une petite place au centre du Vieux Massy à la rue Marx Dormoy à l'angle de la rue Jules-Ferry.

## Dénomination
La rue est baptisée en hommage à Léon Gambetta (1838-1882) homme politique français républicain, membre du Gouvernement de la Défense nationale en 1870, président de la Chambre des députés de 1879 à 1881, puis président du conseil et ministre des Affaires étrangères de 1881 à 1882.

## Historique
La rue Gambetta est l’une des plus anciennes de l’ancien village de Massy avec la rue Gabriel Péri et la rue de la Division-Leclerc. 
La première mairie de Massy, remplacée en 1884 par un édifice plus vaste, lui-même disparu, rue de la Division Leclerc était un petit bâtiment  en saillie à côté de l'actuel bar tabac à l'angle de la rue Gabriel Péri qui restreignait le passage.
La « rue de la Malamande », peut-être en rappel d’une injuste amende, est renommée successivement rue du chemin de fer jusqu’à la gare (actuelle station Massy-Verrières du RER B) ouverte en 1854 lors du prolongement de la ligne de Sceaux jusqu’à Orsay, puis rue Gambetta jusqu’à l’actuelle avenue de la gare. La rue Gambetta ne conserve enfin cette dénomination que jusqu’à l’angle rue Jules Ferry, le tronçon suivant jusqu’à l’avenue de la gare étant renommé rue Marx-Dormoy. 
.

## Description
La rue est une zone 20 qui comporte une voie de circulation à sens unique et double-sens cyclable, cependant sans bande cyclable en raison de l’étroitesse de la chaussée, une file de places de stationnement et deux étroits trottoirs. Elle est bordée de constructions anciennes, quelques-unes  avec des cours intérieures à l’arrière bordées de bâtiments  d’exploitation agricole devenus des maisons d’habitation et de quelques maisons plus récentes datant de l’entre-deux-guerres.
La « ferme des Bannières » à l’angle de la rue Jules Ferry  avec sa tourelle et sa cour intérieure est un édifice qui témoigne du passé rural  du village.

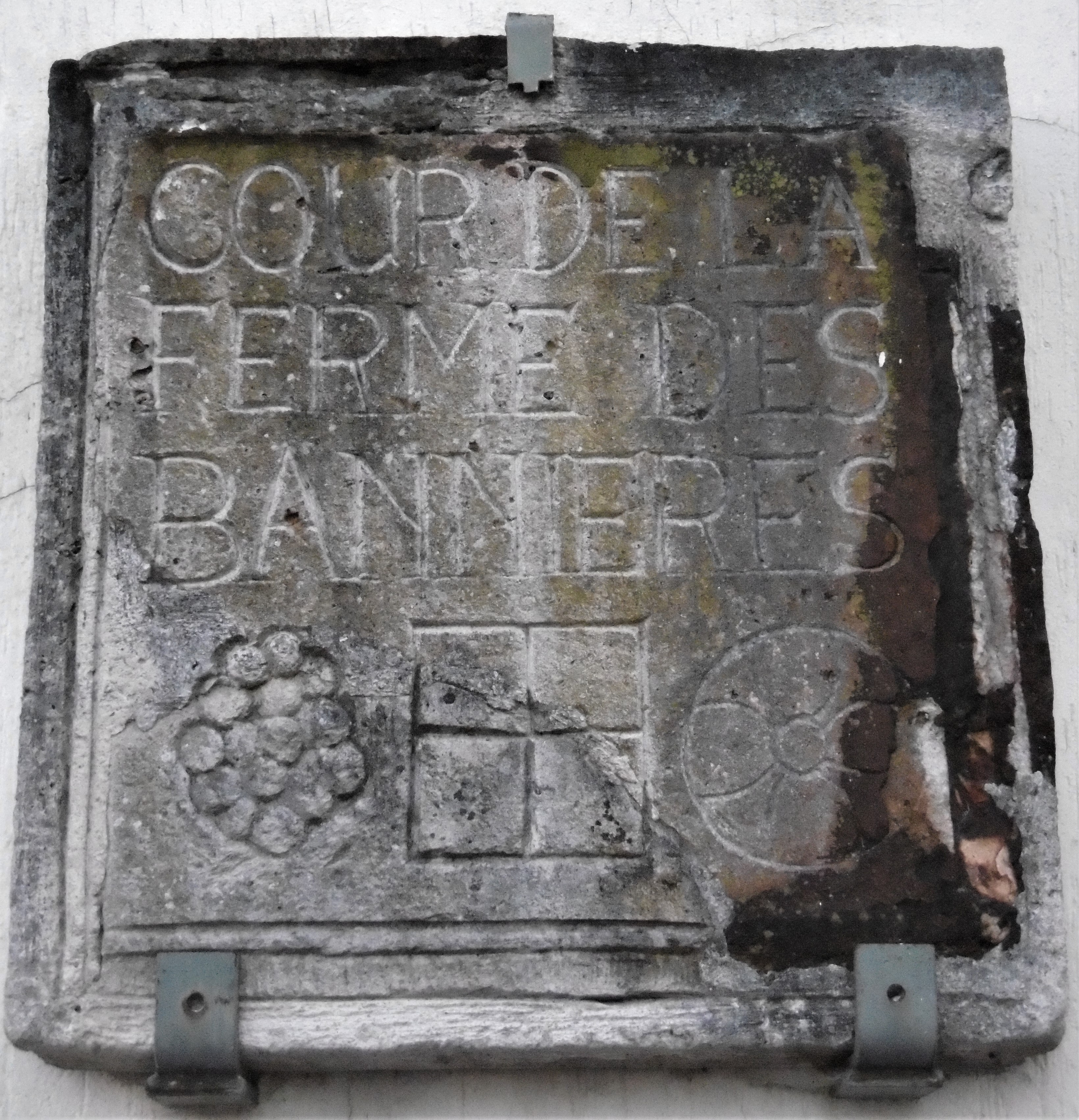
Cour de la ferme des Bannières
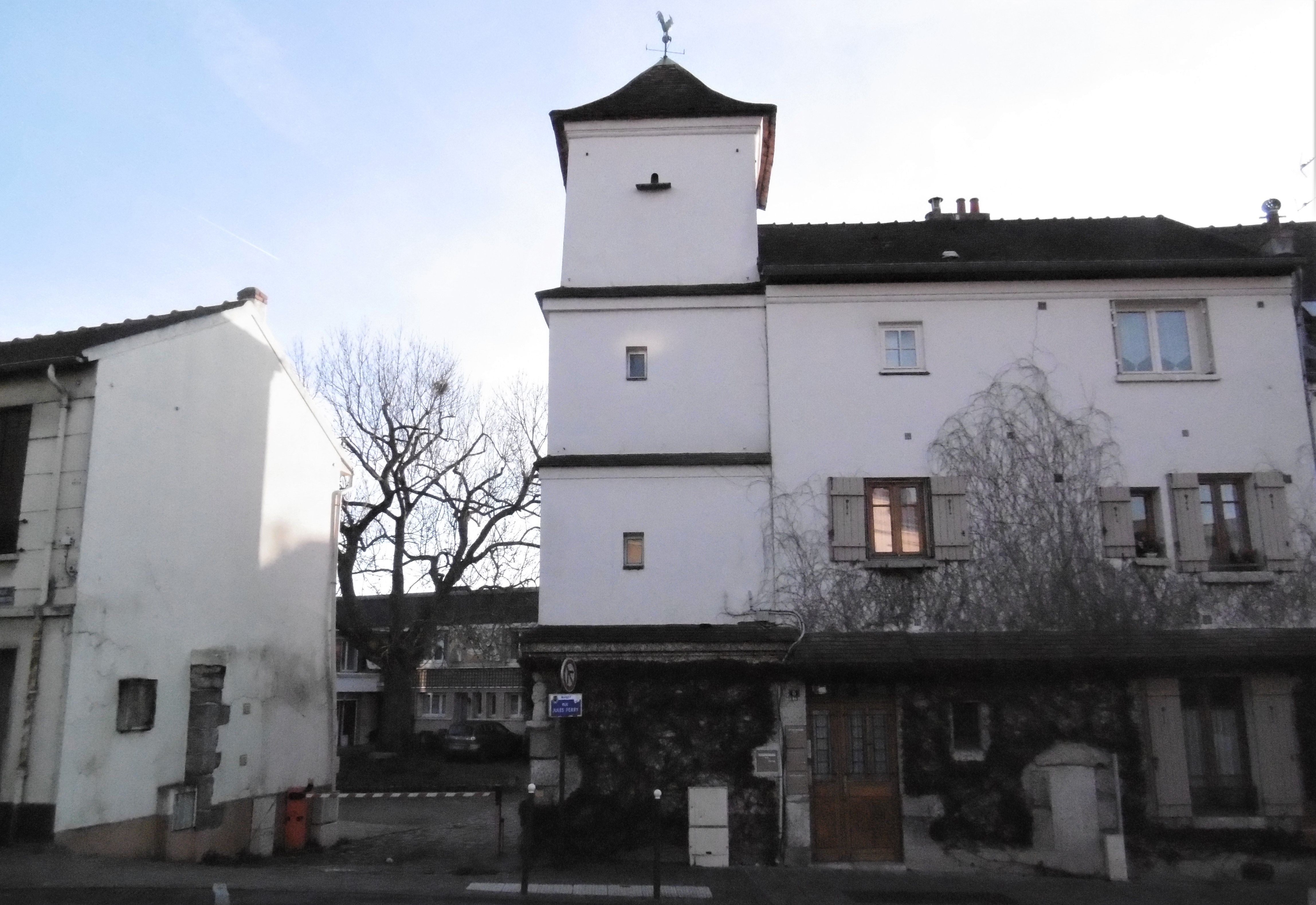
Ferme des Bannières